# Танкред (князь Бари)
Танкред (ок. 1116 — 1138) — второй сын Рожера II, короля Сицилийского королевства, и его первой жены Эльвиры Кастильской.
После пленения Гримоальда, князя Бари, и его семьи (1132), Танкред был возведен своим отцом в сан князя Бари и Таранто. Танкреду было тогда пятнадцать или шестнадцать лет. В последующие годы вместе с братьями, Рожером, князем Апулии, и Альфонсо, князем Капуи, был одним из военачальников отца на континенте. Из всех сыновей Рожера II судьба Танкреда наименее известна. Умер молодым в 1138 году, его владения и титулы перешли к его брату Вильгельму I Злому.